# Dialecte Picuris
El dialecte Picuris és una parla del grup tiwa septentrional de la família de les llengües kiowa-tano parlada pel pueblo de Picuris.

## Relacions genealògiques
El dialecte picuris és mútuament intel·ligible amb el dialecte Taos, que es parla al pueblo de Taos. Està una mica més allunyat del tiwa meridional (parlat pels Isleta i Sandia).

## Fonologia
|            |            | Bilabial | Dental | Dental | Alveolar | Palatal | Velar | Glotal |
| central    | Lateral    | Bilabial |        |        | Alveolar | Palatal | Velar | Glotal |
| ---------- | ---------- | -------- | ------ | ------ | -------- | ------- | ----- | ------ |
| Oclusiva   | sonora     | (b)      | (d)    |        |          |         | (ɡ)   |        |
| Oclusiva   | sorda      | p        | t      |        |          | tʃ      | k     | ʔ      |
| Fricativa  | Fricativa  |          |        | ɬ      | s        |         | x     | h      |
| Nasal      | Nasal      | m        | n      |        |          |         |       |        |
| Aproximant | Aproximant | w        |        | l      |          | j       |       |        |
| Bategant   | Bategant   |          |        |        | (ɾ)      |         |       |        |